# إلينور بيركت
إلينور بيركت (بالإنجليزية: Elinor Burkett)‏ هي صحفية ومنتجة أفلام وكاتِبة ومخرجة أمريكية، ولدت في 9 أكتوبر 1946 في فيلادلفيا في الولايات المتحدة.

## وصلات خارجية
- إلينور بيركت على موقع IMDb (الإنجليزية)
- إلينور بيركت على موقع ألو سيني (الفرنسية)
- إلينور بيركت على موقع أول موفي (الإنجليزية)
- إلينور بيركت على موقع قاعدة بيانات الفيلم (الإنجليزية)
- إلينور بيركت على موقع كينوبويسك (الروسية)